# Strzelnia
Strzelnia – wieś sołecka w Polsce położona w województwie mazowieckim, w powiecie ciechanowskim, w gminie Grudusk.
W latach 1975–1998 miejscowość administracyjnie należała do województwa ciechanowskiego.
Urodził się tu i prowadził gospodarstwo rolne poseł RP na Sejm Ustawodawczy oraz senator RP I kadencji Błażej Krzywkowski.